# Малый Мадмас
Малый Мадмас — река в России, протекает на северо-западе Удорского района Республики Коми. Правый приток реки Зырянская Ежуга.
Длина реки составляет 14 км.
Течёт по лесной местами болотистой местности. Генеральным направлением течения является северо-запад.

## Данные водного реестра
По данным государственного водного реестра России относится к Двинско-Печорскому бассейновому округу, водохозяйственный участок реки — Мезень от истока до водомерного поста у деревни Малонисогорская. Речной бассейн реки — Мезень.
Код объекта в государственном водном реестре — 03030000112103000048013.